# Anizol
Anizol ali metoksibenzen je organska spojina s formulo CH3OC6H5. Je brezbarvna tekočina z rahlim vonjem po janeževih semenih. Mnogo anizolovih derivatov se resnično nahaja v naravnih in umetnih dišavah. Spojina se pridobiva večinoma sintetsko in je tudi sama izhodišče za druge sintetske proizvode.

## Reaktivnost
Anizol je za elektrofilne aromatske substitucijske reakcije bolj dovzeten kot benzen in reagira hitreje kot nitrobenzen. Metoksi skupina usmerja reakcije na  orto in para položaje, zato bodo elektrofilne substitucije potekale predvsem na teh treh položajih. Povečana nukleofilnost anizola v primerjavi z benzenom je posledica vpliva metoksi skupine, s katero postane obroč elektronsko bogatejši. Metoksi skupina ima kot donor mezomernega elektrona očitno večji vpliv na oblak aromatskih pi elektronov kot ga ima induktivni umik elektronov zaradi elektronegativnosti kisika.
Nukleofilnost anizola se kaže v reakciji  z acetanhidridom, v kateri nastane 4-metoksiacetofenon:
CH3OC6H5 + (CH3CO)2O → CH3OC6H4C(O)CH3 + CH3CO2H
Za razliko od večine acetofenonov se lahko 4-metoksiacetofenon še drugič acetilira. Možne so tudi sorodne reakcije. P4S10 na primer ga pretvori v Lawessonov reagent [(CH3OC6H4)PS2]2.
Eterska vez je zelo stabilna, metilno skupino pa se lahko kljub temu odcepi z jodovodikovo kislino:
CH3OC6H5 + HI → HOC6H5 + CH3I

## Priprava
Anizol se pripravlja z Williamsonovo sintezo etrov z reakcijo natrijevega fenoksida z metil bromidom ali sorodnimi metilirajočimi reagenti:
C6H5O−Na+  +  CH3Br  →  CH3OC6H5  +  NaBr

## Uporaba
Anizol je izhodna surovina za proizvodnjo parfumov, feromonov in farmacevtskih proizvodov. Iz anizola se pripravlja na primer sintetični anetol.

## Varnost
Anizol je relativno nestrupen z LD50 = 3700 mg/kg telesne mase (podgana). Njegova glavna nevarnost je vnetljivost.